# آروند دشت‌آرای
آروند دشت‌آرای (زاده ۲ مرداد ۱۳۶۰ در تهران ) کارگردان نمایش و طراحی صحنه اهل ایران است. جزو نسلی از کارگردانان تئاتر ایران است که کار خود را در دهه هفتاد آغاز کرد و در دهه هشتاد تثبیت شد. او در سال ۱۳۷۸و در سن ۱۸سالگی" شرکت تخصصی طراحی ایده قرمز "را تأسیس و در سال ۱۳۷۹ ،"کمپانی فیلم و هنرهای اجرایی ویرگول" را تأسیس نمود و در سن ۱۹ سالگی اولین نمایش حرفه‌ای خود را در جشنواره تئاتر فجر به نام "هشتمین خان" به روی صحنه برد و تاکنون بیش از ۳۰ اجرای صحنه ای را با این گروه به عنوان طراح و کارگردان در ایران و سایر کشورها اجرا نموده‌است.
تعدد آثار، تنوع در فرم و نگاه، دغدغه آزمودن شیوه‌های مختلف اجرایی، استفاده از جسمانیت اجراگر به عنوان اصلی‌ ترین ابزار انتقال مفاهیم، تمرکز بر اجراهای بینافرهنگی و غیره را می‌توان به عنوان عناصر اصلی گونه کاری وی نام برد. از نمایش‌های بارز و تأثیرگذار وی می‌ توان نمایش "پروانه و یوغ " که اولین تجربه تولید مشترک بعد از انقلاب تئاتر ایران است، اجرای "هفت دستور کلیدی برای معاصر شدن "که نمایشی چند فرهنگی بود که با هفت بازیگر از هفت ملیت مختلف تولید شد را نام برد. همچنین نمایش" سگ سکوت" که جریان تئاتر خصوصی حرفه‌ای در تئاتر ایران را رقم زد از جمله اتفاقات دهه هشتاد تئاتر ایران است.
همچنین آروند دشت آرای در دهه نود «تن‌تن و راز قصر مونداس» کارگردانی کرد.
"لندن رم تهران آمستردام " او، نمایشی است بر مبنای موضوع «سوء تفاهمات بینافرهنگی» او همچنین به عنوان طراح صحنه با کارگردانان زیادی همکاری نموده و جوایز متعدد بین‌المللی و داخلی طراحی نیز دریافت کرده‌است.
همچنین او پروژهٔ بین‌المللی «دربارهٔ تصویرت از من تجدید نظر کن» را با موضوع روابط بینافرهنگی و با کمپینی جهانی با همین عنوان در سال ۱۳۹۳ آغاز کرد که نتیجهٔ این پروژه تاکنون در فرم دو نمایش در ایران و هلند به روی صحنه رفته‌است.
وی از سال ۱۳۹۴ تا ۱۳۹۵اعضای مشاوران هنری تئاتر شهر تهران بوده‌است و در سال ۱۳۹۶ مدیر امور بین‌الملل سی و ششمین جشنواره بین‌المللی تئاتر فجر بوده‌است.

## عضویت‌ها

### سوییت اند تندر
اولین و پیشروترین ایده برای تولید و تبادل هنری است. یک پروژه و ابتکار هنرمند محور و دائماً در حال توسعه است. سوییت اند تندر شامل گروهی از هنرمندان انفرادی است که در هیچ ارزش هنری یا زیبایی‌شناختی با هم اشتراک ندارند، اما در عوض حول محور یک ایده برای همکاری و تولید هنری سازماندهی شدهاند. این گروه بر اساس این ایده دست به عمل می‌زند که هر فردی، در صورتی که بتواند شرایطی را برای تولید هنری خودش فراهم کند، می‌تواند فضا را برای دیگران نیز مهیا کند. این ایدهای است که گروهی از افراد بر اساس آن می‌توانند منابعشان را برای درک سطح دسترسی، تحرک و رشد با هم ترکیب کنند، به طوری که در شرایط دیگری این امکانات برای هر هنرمند به تنهایی قابل دسترسی نخواهد بود. هدف S&T افزایش کیفیت تجربه هنری فردی به عنوان نتیجه‌ای از مواجهه مستقیم مابین خود و دیگران است. به این ترتیب، در حالی که یک تجربه متداول و تکاملی از تبادل تجربی برقرار است، تغییر محتوایی قابل احترام است. ما معتقدیم این متد تبادل می‌تواند می‌تواند زمینهای پویاتر و مولدتر را برای افراد و توسعه فرهنگی مهیا کند. سوییت اند تندر تلاش می‌کند که قدرت تولید و تبادل هنری را بیشتر در دستان خود هنرمندان قرار دهد، و ایده عمومی اجرا و تبادل فرهنگی را در قرن ۲۱ام به پیش سوق دهد.

### فستیوال بین‌المللی برای هنرمندان نوظهور
یک برنامه پیشگام، هیجان‌انگیز و خلاقانه است که هنرمندان جوان نوظهور را از سراسر جهان گرد هم می‌آورد تا خلاقیت، استعداد، فرهنگ و داستان‌هایشان را با هم به اشتراک بگذارند. در واقع یک تجلیل جهانی ویژه از گوناگونی و خلاقیت بیان شده از طریق فرمهای چند وجهی هنر است، مانند تئاتر، رقص، موسیقی، هنرهای تصویری و هنر خیابانی. فستیوال افتتاحیه در ۷ام تا ۲۰ام ژوئیه ۲۰۰۸ در رویال تئاتر استراتفورد شرقی برگزار شد.

### دایره ۱۰[۷]
۱۰ نفر از مهم‌ترین کارگردانان تئاتر که امروز در ایران کار می‌کنند گرد هم آمده و دایره ۱۰ را تشکیل دادهاند، تا از این طریق از کارهای یکدیگر حمایت کنند و در مورد اینکه چگونه می‌توانند نیروها را به یکدیگر متصل کنند تا وضعیت و آینده تئاتر ایران را بهبود بخشند، با یکدیگر بحث کنند ، این گروه پیش از آنکه شکل بگیرد در نطفه منحل شد.

### انجمن بین‌المللی تئاترترفن
وی در طول فستیوال تئاترترفن سال ۲۰۱۵ عضوی از انجمن بین‌الملل بود. انستیتو گوته در تهران اسپانسر حضور او شده بود. این انجمن پس از فستیوال نیز به عنوان شبکهای برای پروژه‌ها، فستیوالها و درخواستها فعال باقی ماند.

## برگزاری کارگاه
تالین، کار با بازیگران استونیایی روی متن ریچارد ۲ در یک کارگاه تبادلی در تالین، ۲۰ روزه
کارگاه‌های نقطه ویرگول، آموزش رایگان به هنرمندان تئاتر در تئاتر شهر تهران – ۲۰۱۴
کارگاههای نقطه ویرگول، آموزش رایگان به هنرمندان تئاتر در تئاتر شهر تهران – ۲۰۱۲ و ۲۰۱۳
کارگاهی در اجتماعی چندفرهنگی و اجراهایی برای هنرمندان حرفهای رقص از ۸ کشور مختلف در PAF - شمال فرانسه – ۲۰۰۷
یک کارگاه بازیگری چند بعدی برای دانشجویان ایرانی در تئاتر شهر تهران – ۲۰۰۷
یک متد جدید بازی برای اجراهای بینافرهنگی/ معرفی متد جان مارتین برای بازیگران حرفهای ایرانی در تئاتر شهر تهران – ۲۰۰۶
بیایید بازی کنیم/ یک کارگاه برای بازیگران ایرانی و فرانسوی در تهران و پاریس – ۲۰۰۵
فریاد بس است/ کارگاهی بر پایه متد بازی آگوستو بال برای بازیگران حرفهای ایرانی در تئاتر شهر تهران- ۲۰۰۴

## مؤسسه فیلم و هنرهای اجرایی ویرگول
این مؤسسه در سال ۲۰۰۲ توسط آروند دشت آرای تأسیس شد تا به توسعه کارها و ایده‌های جدید بپردازد که تا آن روز مطرح نشده بودند. آثار ویرگول حرکت و متن را در سبک تئاتر تصویری با هم ترکیب می‌کنند. 

## جوایز
- برنده جایزه بهترین طراحی صحنه از جشنواره بین المللی تئاتر فجر در سال ۱۳۸۶ برای منتقدان طراحی صحنه نمایش "کمی تاب بخوریم" به کارگردانی آروند دشت آرای
- برنده بهترین طراحی صحنه جشنواره تئاتر دانشجویی فجر برای نمایش "ژان دآرک در آتش" به کارگردانی توسط احسان فوکا ، ۱۳۷۸
- برنده بهترین طراحی صحنه جشنواره بین‌المللی تئاتر عروسکی فجر در سال ۱۳۸۵ برای نمایش «خرس» به کارگردانی آرزو علی
- برنده بهترین طراحی صحنه جشنواره بین المللی تئاتر فجر برای "نامه ها" به کارگردانی مهرداد کوروش نیا ، ۱۳۸۷
- تقدیر ویژه هیئت داوران فستیوال بین المللی فیلم "صوفیه" برای فیلم "در نبود کارگردان" به کارگردانی آروند دشت آرای ، ۲۰۲۲

## فعالیت‌ها: کارگردانی
|      | عنوان                                                                                  | محل اجرا                                     | منبع   |
| ---- | -------------------------------------------------------------------------------------- | -------------------------------------------- | ------ |
| ۱۳۷۸ | پرفورمنس گفتگو                                                                         | باغ جهان‌نما-کاخ نیاوران                      |        |
| ۱۳۸۰ | پرفورمنس لابه                                                                          | باشگاه هنرمندان ایران                        |        |
| ۱۳۸۰ | هشتمین خان                                                                             | تالار نو-تئاتر شهر                           |        |
| ۱۳۸۲ | چند نمونه از موارد چند وجهی                                                            | گالری طراحان آزاد                            |        |
| ۱۳۸۳ | عروسی شغال                                                                             | تئاترشهر-سالن شماره۲                         |        |
| ۱۳۸۴ | رویای بسته شده به اسبی که از پا نمی‌افتد                                                | تئاترشهر-کارگاه نمایش                        |        |
| ۱۳۸۴ | پروانه و یوغ                                                                           | تئاترشهر-کارگاه نمایش                        | [ ۹ ]  |
| ۱۳۸۵ | قدم زدن روی ابر با چشمان بسته                                                          | تئاترشهر-تالار قشقایی                        | [ ۱۰ ] |
| ۱۳۸۵ | بر بال‌های کلاغ شب                                                                      | تئاترشهر-کارگاه نمایش                        |        |
| ۱۳۸۵ | خم می‌شوم و ماه را می‌بوسم                                                               | گالری زنگار                                  | [ ۱۱ ] |
| ۱۳۸۶ | هفت دستور کلیدی برای معاصر شدن                                                         | تئاترشهر-سالن قشقایی                         | [ ۱۲ ] |
| ۱۳۸۷ | راهشو پیدا کن                                                                          | فستیوال /IEFA, Royal Stratford east – londan |        |
| ۱۳۸۷ | پلاستیک (تولید مشترک 30 Bird)                                                          | جشنواره ادینبرگ                              |        |
| ۱۳۸۸ | سگ سکوت                                                                                | تماشاخانه ایرانشهر                           | [ ۱۳ ] |
| ۱۳۸۹ | یک موزیکال برای کاپیتالیسم-کار و اجرای گروهی به همراه گروه بین‌المللی «سوئیت اند تندرز» | جشنواره تئاتر گوتنبرگ سوئد                   |        |
| ۱۳۸۹ | کمی تاب بخوریم                                                                         | تالار وحدت                                   | [ ۱۴ ] |
| ۱۳۹۰ | در کوچه رندان                                                                          | تالار حافظ                                   | [ ۱۵ ] |
| ۱۳۹۰ | کمی بالاتر                                                                             | تالار حافظ                                   | [ ۱۶ ] |
| ۱۳۹۱ | تن‌تن و راز قصر مونداس                                                                  | تماشاخانه ایرانشهر                           | [ ۱۷ ] |
| ۱۳۹۲ | بین خودمان باشد                                                                        | پلاتو تجربه                                  | [ ۱۸ ] |
| ۱۳۹۲ | ردپای صورتی                                                                            | تماشاخانه ایرانشهر                           | [ ۱۹ ] |
| ۱۳۹۲ | باغبان مرگ                                                                             | موسسهٔ اکو                                    | [ ۲۰ ] |
| ۱۳۹۳ | لندن، رم، تهران، آمستردام                                                              | تالار حافظ                                   | [ ۲۱ ] |
| ۱۳۹۵ | دربارهٔ تصویرت از من تجدیدنظر کن                                                        | تئاتر شهر                                    | [ ۲۲ ] |
| ۱۳۹۵ | باغبان مرگ                                                                             | تماشاخانه ایرانشهر                           | [ ۲۳ ] |
| ۱۳۹۶ | بین خودمان باشد                                                                        | تماشاخانه آفتاب                              | [ ۲۴ ] |
| ۱۳۹۸ | بداهه                                                                                  | تماشاخانه ایرانشهر                           | [ ۲۵ ] |
| ۱۳۹۹ | نمایش صفر - ZERO (try-out)                                                             | Het Nationale Theater, The Hague (online)    |        |
| ۱۴۰۱ | پدر                                                                                    | سالن اصلی - تئاترشهر                         | [ ۲۶ ] |

## طراحی صحنه
|      | عنوان                                                                   | محل | منبع   |
| ---- | ----------------------------------------------------------------------- | --- | ------ |
| ۱۳۷۸ | ژان دارک در آتش کارگردانی: احسان فکا                                    | تئاتر شهر – تهران                                                                                         |        |
| ۱۳۸۲ | نام تمامی مردگان جان است کارگردانی: احسان فکا                           | تالار مولوی – تهران                                                                                       |        |
| ۱۳۸۴ | در خانه ام ایستاده بودم و منتظر بودم باران بیاید کارگردان: تینوش نظم جو | تئاتر شهر – تهران                                                                                         |        |
| ۱۳۸۶ | خرس کارگردان: آرزو عالی                                                 | باشگاه هنرمندان ایران برنده جایزه طراحی صحنه از جشنواره بینالمللی نمایش عروسکی ایران                      |        |
| ۱۳۸۹ | سوکاریس نویسنده: حمیدرضا فلاحی                                          | کارگاه نمایش/ تئاتر شهر/ ۲۰امین جشنواره بینالمللی تئاتر فجر                                               | [ ۲۷ ] |
| ۱۳۸۹ | آخرین نامه کارگردان: مهرداد کوروش نیا                                   | خانه نمایش برندهٔ جایزه بهترین طراحی صحنه از انجمن منتقدان بینالمللی در ۲۰امین جشنواره بینالمللی تئاتر فجر | [ ۲۸ ] |
| ۱۳۹۱ | غرب؛ غرب است کارگردان: مسعود رایگان                                     | تماشاخانه ایرانشهر                                                                                        |        |
| ۱۳۹۱ | آخرین سه‌شنبه هفته کارگردان: حسن برزگر، رکسانا بهرام                     | سی‌امین جشنواره بین‌المللی تئاتر فجر                                                                        |        |
| ۱۳۹۵ | نمایش پلیس کارگردان : امین یزدانی نژاد                                  | تماشاخانه کلاسیک                                                                                          |        |
| ۱۴۰۱ | نمایش موضوع چیه ؟                                                       | تماشاخانه ایرانشهر                                                                                        | [ ۲۹ ] |

## بازیگری
|      | عنوان                                                     | محل اجرا                      | منبع   |
| ---- | --------------------------------------------------------- | ----------------------------- | ------ |
| ۱۳۷۸ | لیلی و مجنون کارگردانی: شاهرو خردمند                      | باشگاه هنرمندان ایران – تهران |        |
| ۱۳۸۱ | کلاغ و دوچرخه کارگردانی: آتیلا پسیانی                     | موزه هنرهای معاصر – تهران     |        |
| ۱۳۸۴ | پروانه و یوغ کارگردانی: آروند دشت آرای                    | Theatre du Nord Quest – پاریس |        |
| ۱۳۹۵ | درباره‌ی تصویرت از من تجدیدنظر کن کارگردان: آروند دشت آرای | تئاترشهر-سالن چهارسو          | [ ۳۰ ] |
| ۱۳۹۵ | دربارهٔ تصویرت از من تجدیدنظر کن کارگردان: آروند دشت آرای  | تئاتر دِران لاهه               | [ ۳۱ ] |
| ۱۳۹۸ | نمایش بداهه کارگردان : آروند دشت آرای                     | تماشاخانه ایرانشهر            | [ ۳۲ ] |

## فیلم
|      | عنوان                             | توضیحات | منبع   |
| ---- | --------------------------------- | --- | ------ |
| ۱۳۸۵ | هماهنگ نیست، لطفاً دوباره سعی کنید | فیلم کوتاه ۱۵ دقیقهای – تهران |        |
| ۱۳۹۳ | آتی ساز ۱                         | یک فیلم کوتاه بیست دقیقهای، انتقادی اجتماعی در مورد طبقه متوسط تهران. نوشته مشترک و کارگردانی توسط آروند دشت آرای سرمایه گذار : امیر کیوان صالحی | [ ۳۳ ] |
| ۱۳۹۴ | آتی ساز ۲                         | دومین فیلم کوتاه از مجموعه بیست دقیقهایها. فیلمی در مورد دو دختر خارجی که در زندگی شبانه تهران گم می‌شوند. نوشته مشترک و کارگردانی توسط آروند دشت آرای سرمایه گذار : امیر کیوان صالحی | [ ۳۴ ] |
| ۱۳۹۸ | در نبود کارگردان                  | در نبود کارگردان» درباره کارگردان تئاتری است که سعی دارد تا با تماس‌های ویدیویی تمرین یک نمایش را شکل دهد. این فیلم به عنوان تجربه‌ای منحصر به فرد محسوب می‌شود که با یک برداشت بدون تدوین ساخته شده است.                                                                                        | [ ۳۵ ] |
| ۱۳۹۹ | آتی ساز ۳                         | سومین فیلم کوتاه از مجموعه آتی ساز ؛ این اپیزود درباره صابر یکی از لابی من های آتی ساز است که با حال روحی نامساعدش بناست بازنشسته شود. این اتفاق زندگی او را تحت الشعاع قرار داده و او دست به کارهایی می زند که با شخصیت سابقش در تضاد است. نوشته : طلا معتضدی سرمایه گذار : امیر کیوان صالحی | [ ۳۶ ] |